# 百泉 (河南省)
百泉位於中華人民共和國河南省新乡市辉县市县城西北的苏门山，是一处中国古典园林，在中国文学史上有重要地位，素有中州颐和园的美誉。「百泉」得名於景區內的湖底有很多泉眼。
景區內的百泉园林有古建筑近百座，格局仿北京颐和园而建。百泉湖边有一座小山，名为苏门山，因历代有众多名人志士、文人墨客在此驻足挥毫，使其在全国众多的名山大川之中占有一席之地，与百泉并誉。这里曾诞生了北宋五子之一、著名理学家、一代易学大师邵雍和明末清初中国三大儒之一的著名学者孙奇逢。苏门山不高，海拔只有约180米，但山上翠柏茂密，许多古迹掩映。山顶有啸台，是魏晋时孙登隐居长啸处。孙登字公和，号苏门先生，土窑居之，夏则编草为裳，冬则披发至腹，善长啸，好易读，扶一弦琴，人见之与语不应。有村人将其高高抬起抛入湖中，观其怒，登从水中爬出，大笑而去。竹林七贤中的稽康曾从游三年，问其所图，终不答。山腰有孔庙一座，建 于明成化年间，清宣统二年增"戟门"和"子在川上"石坊。山右角有一院落，绕以周垣，表以重门，院内树荫蔽日，碑碣林立，名曰"安乐窝"，是宋代理学家邵雍的故宅和讲学处。苏门山上有历代碑刻350餘方，包括唐伯虎、郑板桥的字画、耶律楚材、乾隆等人的诗，是河南省规模最大、保存最完整的古建筑园林。湖东有乾隆时代所建的离宫遗址。由于近年来地下水位下降，现在湖水主要靠外来水源补给，但雨量较大的季节，仍然可以看到泉涌珠溅。
- 1990年11月被列为河南省省级风景名胜区；
- 1993年左右曾经重修;
- 2001年6月25日被列为第五批全国重点文物保护单位。

## 參看
- 百泉藥市 / 百泉药材交流大会
- 百泉农专